# Banjar Panjang
Banjar Panjang is een bestuurslaag in het regentschap Pelalawan van de provincie Riau, Indonesië. Banjar Panjang telt 1262 inwoners (volkstelling 2010).